# Ben Lloyd-Hughes
Benedict "Ben" Lloyd-Hughes, född 14 april 1988 i Westminster i London, är en brittisk skådespelare. Han är känd för att spela rollen som Josh Stock i den brittiska TV-serien Skins (2007), samt Will i den amerikanska filmen Divergent (2014). Han har också medverkat i andra TV-serier som Krig och fred (2016), Industry (2020), Sanditon (2022–2023) och The Crown (också 2022–2023), samt i filmer som Livet efter dig (2016), Breathe (2017), Malevolent (2018) och A Serial Killer's Guide to Life (2019).
Lloyd-Hughes har två syskon, varav det ena är den också skådespelande brodern Henry Lloyd-Hughes. Han har också en kusin vid namn Frederick "Fred" Macpherson, som är huvudsångare i bandet Spector och tidigare även i Les Incompétents och Ox.Eagle.Lion.Man.
Omkring år 2014 började han i hemlighet att dejta skådespelerskan Emily Berrington, som han träffade under sin tid som student på Guildhall School of Music and Drama. Paret gifte sig sedan år 2019, cirka fem år från det att de hade börjat dejta.

## Filmografi (i urval)

### Film
| År   | Titel                           | Roll                  | Noter |
| ---- | ------------------------------- | --------------------- | ----- |
| 2012 | Great Expectations              | Bentley Drummel       |       |
| 2014 | Divergent                       | Will                  |       |
| 2015 | Insurgent                       | Will                  |       |
| 2016 | Livet efter dig                 | Rupert Collins        |       |
| 2017 | Breathe                         | Dr. Don McQueen       |       |
| 2018 | Malevolent                      | Jackson               |       |
| 2019 | A Serial Killer's Guide to Life | Chuck Knoah           |       |
| 2022 | The King's Daughter             | Jean-Michel Lintillac |       |

### TV-serier
| År        | Titel              | Roll                | Noter      |
| --------- | ------------------ | ------------------- | ---------- |
| 2006      | Ett fall för Frost | Elev                |            |
| 2007      | Casualty           | Colm Roach          |            |
| 2007      | Skins              | Josh Stock          | 2 avsnitt  |
| 2011      | The Hour           | Ralph Sherwin       | 2 avsnitt  |
| 2015      | The Eichmann Show  | Alan Rosenthal      |            |
| 2016      | Krig och fred      | Tsar Alexander      | 3 avsnitt  |
| 2016      | Fallande legend    | Freddie             |            |
| 2020      | Industry           | Greg                |            |
| 2022      | Harry Palmer       | James               | Miniserie  |
| 2022–2023 | The Crown          | Mark Bolland        | 6 avsnitt  |
| 2022      | This England       | Ben Gascoigne       | 5 avsnitt  |
| 2022–2023 | Sanditon           | Alexander Colbourne | Säsong 2-3 |

### Datorspel
| År   | Titel     | Roll               | Noter |
| ---- | --------- | ------------------ | ----- |
| 2019 | GreedFall | Constantin D'Orsay | Röst  |